# Tracey Shenton
Tracey Shenton, née en 1977, est une joueuse professionnelle de squash représentant l'Angleterre. Elle est championne d'Europe junior en 1995 et remporte le British Junior Open en 1997.

## Biographie
Junior de haut niveau, elle est championne d'Europe junior en 1995 et remporte le prestigieux British Junior Open en 1997. En 1998, elle s'incline en finale de l'Open Toulouse Central en France face à Rachael Grinham qui remporte son premier titre WSA. Elle prend sa revanche la même année lors de la finale du tournoi Isostar-Beverwijk aux Pays-Bas.

## Palmarès

### Titres
- British Junior Open : 1997
- Championnats d'Europe junior : 1995